# 고데프리두스 (동프랑크)
로트링겐의 고드프루아(Godfrey of Lotharingia) 또는 케른텐의 고드프루아(Godfrey of Carinthia)는 로트링겐의 왕자로 츠벤티볼트의 아들 또는 서자였다. 황제 아르눌프의 손자였다. 팔라틴 백작이자 케른텐 공작이며, 명목상 로트링겐의 공작이었다.
아버지는 츠벤티볼트이고 어머니는 미상이다. 일설에는 작센의 오다가 그의 생모라고도 한다. 900년 그의 아버지 츠벤티볼트가 살해될 때 그는 나이가 너무 어렸으므로 왕위를 계승하지 못했고 왕위는 배다른 삼촌인 루트비히 유아왕에게로 넘어갔다.
911년 동프랑크의 국왕 루트비히 유아왕이 죽었을 때도 동프랑크의 귀족들의 회의 결과 그가 아닌 그의 고종 사촌인 콘라두스 1세에게로 왕위가 넘어가게 되었다.
로트링겐의 상속권 역시 박탈당하여 귀족들이 서프랑크의 샤를 3세 단순왕을 추대하는 바람에 로트링겐의 왕위도 계승하지 못했다.

## 같이 보기
- 츠벤티볼트
- 루트비히 유아왕
- 아르눌프